# Theodor Siersted
Theodor Siersted (8. april 1852 i Nyker–8. juni 1915 i Odense) var skoledirektør i Odense. 
Peter Theodor Emil Siersted var født på Bornholm, men kom til Sjælland og blev student fra Sorø Akademi i 1870, studerede teologi i København og blev cand.theol. i 1877. 
Han var gift med Thora, født Warburg. Han blev skoleinspektør og senere skoledirektør i Odense, og han var medstifter af Overlærerforeningen, hvis første formand han var 1907–1915.
Han har oversat fra oldgræsk til dansk, men er i dag mest kendt for at have udgivet Danske Billeder for Skole og Hjem.